# Войцешув
Войцешув (пол. Wojcieszów, нем. Kauffung)  —  город  в Польше, входит в Нижнесилезское воеводство,  Злоторыйский повят.  Имеет статус городской гмины. Занимает площадь 32,16 км². Население 4014 человек (на 2004 год).

## Города-партнеры
- Гостинне Чехия